# Norberto Alonso
Norberto Osvaldo Alonso (ur. 4 stycznia 1953 w Vicente López, prowincja Buenos Aires) - były argentyński piłkarz grający jako napastnik lub ofensywny pomocnik. 

## Kariera piłkarska
Piłkarz jest wychowankiem River Plate, w którym zadebiutował w spotkaniu przeciwko CA Atlanta (2:1) w sierpniu 1970 roku.
W 1976 na krótko został zawodnikiem Olympique Marsylia, ale po rozegraniu zaledwie siedemnastu spotkań wrócił do Los Milionarios. Po serii kłótni z trenerem Alfredo Di Stefano, piłkarz po raz drugi odszedł z River, grając między 1981 a 1983 rokiem w Vélez Sársfield.
Alonso uchodzi za jednego z najwybitniejszych graczy River Plate w historii. Razem z klubem wygrał siedem mistrzostw kraju oraz pierwsze w historii Copa Libertadores oraz Puchar Interkontynentalny w 1986 roku.

## Kariera reprezentacyjna
W reprezentacji Argentyny zadebiutował w 1978 roku.
Nie długo później, został powołany przez Césara Luisa Menottiego do kadry Argentyny na Mistrzostwa Świata 1978. Podczas mundialu na boisku pojawiał się trzykrotnie, za każdym razem jako rezerwowy, rozgrywając zaledwie kilka minut. Co ciekawe, w czasie turnieju nosił numer "1", z racji tego, że koszulki reprezentacji były przydzielane alfabetycznie, a nie według zajmowanej pozycji na boisku.
Po zmianie selekcjonera na Carlosa Bilardo, sytuacja Alonso nie uległa poprawię, w związku z czym zdecydował się zakończyć karierę reprezentacyjną w 1983 roku.
Łącznie w reprezentacji Argentyny rozegrał 19 spotkań i zdobywając 4 gole.

## Sukcesy

### Klubowe
River Plate
- Primera División: 1975 Nacional, 1975 Metropolitano, 1979 Nacional, 1979 Metropolitano, 1980 Metropolitano, 1981 Nacional, 1985–86
- Copa Libertadores: 1986
- Puchar Interkontynentalny: 1986

### Reprezentacyjne
Argentyna
- Złoty medal Mistrzostw Świata: 1978